# Omar Charef
Omar Charef (19 de fevereiro de 1981) é um futebolista profissional marroquino que atua como goleiro.

## Carreira
Omar Charef representou a Seleção Marroquina de Futebol nas Olimpíadas de 2004.